# Erich Krieg
Erich Krieg (* 8. Juni 1951 in Iserlohn) ist ein deutscher Schauspieler.

## Leben

### Ausbildung und Theater
Krieg absolvierte ab 1971 seine Schauspielausbildung an der Max-Reinhardt-Schule (heute: Universität der Künste) in Berlin. 1974 schloss er seine Ausbildung dort mit dem Schauspieldiplom ab. Es folgten Theaterengagements am Schauspielhaus Bochum (1976–1977), am Stadttheater Oberhausen (1986–1987), am Staatstheater Braunschweig (Spielzeit 1987/88 und Spielzeit 1991/92) und am Ernst-Deutsch-Theater in Hamburg (1994–1996). Von 2002 bis 2005 spielte er in mehreren Boulevardstücken an der Neuen Komödie im Boulevard Münster.
Krieg gastierte auch an der Tribüne Berlin, am Stadttheater Gießen, am Theater Heilbronn (1983), am Staatstheater Darmstadt (Spielzeit 1987/88), an der Kleinen Komödie und am Theater im Zimmer, Hamburg, an der Komödie Dresden (1996; in Zwei ahnungslose Engel von Erich Ebermayer, mit Helga Göring, Ingeborg Krabbe und Herbert Köfer als Partnern), an der Komödie Winterhuder Fährhaus (1997), an der Kampnagelfabrik Hamburg (1999) und 1995 bei den Bad Hersfelder Festspielen. Außerdem spielte er 1989 in einer Tourneetheater-Produktion der Erich Kuhnen Theater Produktionen Berlin unter der Regie von Hans-Joachim Heyse in Julius Caesar.
Im Verlaufe seiner Karriere spielte er u. a. folgende Rollen: Andri in Andorra, Jimmy in Blick zurück im Zorn, Mandelstam in Die Hose, Herzog von Cornwall in König Lear, Frank in Frau Warrens Gewerbe von George Bernard Shaw, Yang-Sun in Der gute Mensch von Sezuan, Pylades in Iphigenie auf Tauris (Theater Heilbronn 1983; Regie: Franz Winter), St. Just in Dantons Tod, Läuffer in Der Hofmeister, Rotpeter in Bericht für eine Akademie, Oswald in Gespenster, Junker Bleichenwang in Was ihr wollt und Lucentio in Der Widerspenstigen Zähmung (1992; Tourneetheaterproduktion der Theatergastspiele Kempf, Margrit Kempf). In der Spielzeit 1991/92 war er am Staatstheater Braunschweig ein „trefflich besetzter“ Fedja im Musical Anatevka (Inszenierung: Irene Mann).
Er trat dabei in Inszenierungen von Henri Hohenemser, Jens Pesel, Johannes Kaetzler, Götz Burger, Abdul-Majid Kunze, Klaus Wagner, Franz Winter und Volker Lechtenbrink (Der Widerspenstigen Zähmung) auf.

### Film und Fernsehen
Seit Anfang der 1990er Jahre arbeitete Krieg auch für den Film und das Fernsehen. Schwerpunktmäßig übernahm er in den jeweiligen Produktionen größere Nebenrollen.
Im Tatort: Exil! (2001) verkörperte er den Kapitän Volker Walden, der unter Verdacht gerät, das Schiffsunglück absichtlich herbeigeführt zu haben. In dem Fernsehfilm Das Kommando (2004) verkörperte er den Brigadegeneral von der Leue. in dem Fernsehfilm Der Bernsteinfischer (2005) übernahm er die Nebenrolle des Horst Schneider. In dem Kinofilm Die blaue Grenze (2005) spielte er den Vater Bief, den Vater der männlichen Hauptfigur Momme Bief (Antoine Monot, Jr.). Unter der Regie von Heinrich Breloer war er 2008 in dessen Buddenbrooks-Verfilmung zu sehen; er spielte den Senatssprecher. In dem Krimi Unter anderen Umständen: Tod im Kloster (Erstausstrahlung: November 2010) hatte Krieg eine Nebenrolle als Chefbuchhalter Blümke. In dem niederländischen Spielfilm Süskind (2011), einer Filmbiografie über Walter Süskind, spielte Krieg die Rolle des SS-Sturmbannführers Willy Lages. Im Tatort: Willkommen in Hamburg (Erstausstrahlung: März 2013), dem ersten Fall des Ermittlerduos Nick Tschiller (Til Schweiger) und Yalcin Gümer (Fahri Yardım), spielte er den Bankvorstand und Freier Mossbach. Im Tatort: Mord auf Langeoog (Erstausstrahlung: November 2013) war er Sibo Lücken, ein wegen Mordes verurteilter Straftäter, der erneut unter Tatverdacht gerät.
2011 hatte er eine wiederkehrende Seriennebenrolle in der ARD-Serie Verbotene Liebe. Er spielte den Gestütsbesitzer Walter Wittkamp, den Vater der Serienfigur Tanja von Lahnstein (Miriam Lahnstein). 2014 übernahm er eine wiederkehrende Seriennebenrolle in der ARD-Serie Ein Fall von Liebe; er spielte die Figur des Dr. Renscheidt. 2015 war er in der ARD-Serie Rote Rosen in den Folgen 1976–1985 in einer Nebenrolle zu sehen, er spielte den mittlerweile obdachlos gewordenen ehemaligen Hoteldirektor Sylvester Ricklefsen, einen Freund der Serienfigur Gunter Flickenschild.
Krieg hatte auch Episodenrollen u. a. in den Serien St. Angela (2001; als Schulrat Kerpen), Alarm für Cobra 11 – Die Autobahnpolizei (2007; als Polizist Klaus Möller), SOKO Wismar (2007; als Hubert Grünberg, ehemaliger Manager eines Schlagerstars), Hallo Robbie! (2009; als Bootsladenbesitzer Hannes Holbe), Heiter bis tödlich: Henker & Richter (2011; als Josef Spangenberg, der homophobe Präsident eines Schützenvereins), Heiter bis tödlich: Morden im Norden (2012; als Schuldirektor Frank Dittberner) und Großstadtrevier (2013; als Mirko Wansleben, Geschäftsführer des Modellbahnparadieses).
Im Oktober 2015 war Krieg in der ZDF-Krimiserie SOKO Wismar in einer Episodenhauptrolle zu sehen. Er spielte Gero Tatzel, den ehemaligen Trainer eines ermordeten Ex-Profi-Footballers. Im März 2018 war Krieg in der ZDF-Krimiserie SOKO Köln in einer Episodenhauptrolle zu sehen; er spielte den in seine wohlhabende Nachbarin verliebten Prof. Siegfried Hagens, der in Notwehr einen Einbrecher tötet.
Krieg lebt in Hamburg.

## Filmografie (Auswahl)
- 1991–1992: Die Männer vom K3 (Fernsehserie; zwei Folgen)
- 1994: Die Gerichtsreporterin (Fernsehserie, Folge: Ehre, wem Ehre gebührt)
- 1997: Kalte Küsse (Fernsehfilm)
- 1998: Großstadtrevier (Fernsehserie; Folge: Der alte Kapitän)
- 1999: Schwarz greift ein (Fernsehserie; Folge: Der Scheinheilige)
- 2001: Stiller Sturm (Kinofilm)
- 2001: St. Angela (Fernsehserie; Folge: Feuer und Flamme)
- 2001: Tatort – Der Präsident (Fernsehreihe)
- 2001: Tatort – Exil!
- 2004: Das Kommando (Fernsehfilm)
- 2004: Tatort – Stirb und werde
- 2005: Der Bernsteinfischer (Fernsehfilm)
- 2005: Die blaue Grenze (Kinofilm)
- 2007: Der Untergang der Lusitania – Tragödie eines Luxusliners (Dokumentarfilm mit Spielszenen)
- 2007: Alarm für Cobra 11 – Die Autobahnpolizei (Fernsehserie; Folge: Rattennest)
- 2007: SOKO Wismar (Fernsehserie; Folge: Todesmelodie)
- 2008: Stubbe – Von Fall zu Fall: Auf dünnem Eis (Fernsehfilm)
- 2008: Tatort – Und Tschüss (Fernsehreihe)
- 2008: Buddenbrooks (Kinofilm)
- 2009: Hallo Robbie! (Fernsehserie; Folge: Sturzflug)
- 2009: Tatort – Borowski und die Sterne
- 2010: Unter anderen Umständen: Tod im Kloster (Fernsehreihe)
- 2010: Ein Leben auf Probe (Kurzfilm)
- 2010: Der Mann aus der Pfalz (Dokumentarfilm mit Spielszenen)
- 2011: Verbotene Liebe (Fernsehserie; Seriennebenrolle)
- 2011: Heiter bis tödlich: Henker & Richter (Fernsehserie; Folge: Schützenfest)
- 2011: Süskind (Kinofilm)
- 2012: Heiter bis tödlich: Morden im Norden (Fernsehserie; Folge: Mann am Spieß)
- 2013: Tatort – Willkommen in Hamburg (Fernsehreihe)
- 2013: Tatort – Mord auf Langeoog (Fernsehreihe)
- 2013: Die Pfefferkörner (Fernsehserie; Folge: Großwildjagd)
- 2013: Großstadtrevier (Fernsehserie; Folge: Verschollen im Paradies)
- 2014: Dr. Schiwago ist tot (Kurzfilm)
- 2014: Ein Fall von Liebe (Fernsehserie; Seriennebenrolle)
- 2014: Stille Nächte (Fernsehfilm)
- 2015: SOKO Wismar (Fernsehserie; Folge: Die Kante von Wismar)
- 2015: Tatort – Borowski und die Rückkehr des stillen Gastes (Fernsehreihe)
- 2016: Solo für Weiss – Die Wahrheit hat viele Gesichter (Fernsehreihe)
- 2016: Die vermisste Frau
- 2017: Friesland – Krabbenkrieg (Fernsehreihe)
- 2018: SOKO Köln (Fernsehserie; Folge: Heiratsschwindler & Co. KG)
- 2019: Tatort – Borowski und das Glück der Anderen  (Fernsehreihe)
- 2021: SOKO Wismar (Fernsehserie; Folge: Der Fluch von Poel)
- 2024: Tatort: Schweigen (Fernsehreihe)